# ناگاپاتینام
ناگاپاتینام (به انگلیسی: Nagapattinam) یک منطقهٔ مسکونی در هند است که در بخش ناگاپتینم واقع شده‌است. ناگاپاتینام ۱۷٫۹۲ کیلومتر مربع مساحت و ۱۰۲٬۹۰۵ نفر جمعیت دارد.